# Profundisepta circularis
Profundisepta circularis là một loài ốc biển, là động vật thân mềm chân bụng sống ở biển thuộc họ Fissurellidae.